# Liste der Parlamentsabgeordneten von Malta (1951–1953)
Diese Liste gibt einen Überblick über die Mitglieder des Repräsentantenhauses von Malta in der Wahlperiode von 1951 bis 1953.
| Name                           | Fraktion | Wahlkreis | Bemerkungen                                           |
| ------------------------------ | -------- | --------- | ----------------------------------------------------- |
| Joseph Abela                   | MLP      | 4         |                                                       |
| Emmanuel Attard Bezzina        | MLP      | 3         |                                                       |
| Fanny Attard Bezzina           | MLP      | 1         |                                                       |
| Giuseppe Attard Montalto       | CON      | 7         |                                                       |
| Agatha Barbara                 | MLP      | 2         |                                                       |
| Pawlu Boffa                    | MWP      | 1         |                                                       |
| Cikku Bonaci                   | MLP      | 5         |                                                       |
| Giorgio Borg Olivier           | PN       | 4         |                                                       |
| Robert Borg                    | PN       | 1         |                                                       |
| Salvu Cacciottolo              | MLP      | 3         | zurückgetreten; Nachrücker Dalli, Nazareno            |
| Giuseppe Maria Camilleri       | PN       | 6         |                                                       |
| Tommaso Caruana Demajo         | PN       | 6         |                                                       |
| Carmelo Caruana                | PN       | 3         |                                                       |
| Joseph F. Cassar Galea         | PN       | 2         |                                                       |
| Ġużè Cassar                    | MWP      | 3         |                                                       |
| Amabile Cauchi                 | PN       | 8         |                                                       |
| Giuseppi Cefai                 | MWP      | 8         |                                                       |
| Johnnie Cole                   | MWP      | 3         |                                                       |
| George De Giorgio              | PN       | 1         |                                                       |
| Cecilia De Trafford Strickland | CON      | 8         |                                                       |
| Joseph Ellul Mercer            | MLP      | 5         |                                                       |
| Joseph Flores                  | MLP      | 6         |                                                       |
| John Frendo Azzopardi          | PN       | 5         |                                                       |
| George Galea                   | PN       | 8         |                                                       |
| Robert Galea                   | CON      | 5         | zurückgetreten; Nachrücker Bartolo, Anthony Lawrence  |
| Godwin G. Ganado               | MWP      | 4         |                                                       |
| Albert Victor Hyzler           | MWP      | 6         |                                                       |
| Nestu Laviera                  | MLP      | 2         |                                                       |
| Dom Mintoff                    | MLP      | 2         |                                                       |
| Fortunato Mizzi                | PN       | 5         |                                                       |
| Daniel Piscopo                 | MLP      | 2         |                                                       |
| Mike Pulis                     | MLP      | 7         |                                                       |
| Anthony Pullicino              | PN       | 4         |                                                       |
| Carmelo Refalo                 | PN       | 8         |                                                       |
| Joseph Salinos                 | MLP      | 1         |                                                       |
| Giuseppe Sammut                | PN       | 7         |                                                       |
| Anthony Schembri Adami         | MWP      | 7         | zurückgetreten; Nachrücker Bezzina Wettinger, Francis |
| Carmelo Schembri               | PN       | 7         |                                                       |
| Mabel Strickland               | CON      | 4         | zurückgetreten; Nachrücker Busuttil, Edwin            |
| E.C. Tabone                    | MLP      | 6         |                                                       |

Quelle: Maltadata

## Einzelnachweis
1. ↑  Members of Parliament, 1921–2008. In: maltadata.com. Archiviert vom Original (nicht mehr online verfügbar) am 3. Januar 2014; abgerufen am 21. Juli 2019 (englisch).